# درل هال
درل هال (انگلیسی: Daryl Hall؛ زادهٔ ۱۱ اکتبر ۱۹۴۶) یک موسیقی‌دان اهل ایالات متحده آمریکا است.